# Józef Chyczewski
Józef Chyczewski (zm. 27 listopada 1775 roku) – archidiakon kapituły katedralnej krakowskiej w latach 1765–1775, kanonik kapituły katedralnej krakowskiej prebendy Posądza w latach 1761–1765, kanonik kieleckiej kapituły kolegiackiej prebendy Szydłowska w latach 1760–1765 oraz kanonii Poradowska od 1749 roku, archidiakon zawichojski w 1757 roku.